# A64 (Frankrijk)
De A64, ook wel La Pyrénéenne genoemd, is een snelweg in het zuidwesten van Frankrijk. De weg loopt van Bayonne naar Toulouse. De eerste paar kilometer, tussen Bayonne en Briscous, is het nog geen snelweg maar Route Départementale 1, uitgevoerd als een autoweg met 2x2 rijstroken.
Belangrijke steden langs deze weg zijn: Pau, Tarbes en Saint-Gaudens. De A64 begint bij Bayonne als een zijtak van de A63 en eindigt op de rondweg van Toulouse.